# Planetáris köd
A planetáris köd gázból és plazmából álló világító burok, amely bizonyos típusú csillagok körül képződik, az életük vége felé ledobott gázfelhőből. Elnevezésük onnan ered, hogy a kisebb távcsövekben az óriásbolygókhoz (Jupiter, Szaturnusz, Uránusz) hasonlónak látszanak, de valójában semmi közük a bolygókhoz; csillagokból kilökődött anyagból alakulnak ki.
A Világegyetem többi objektumához képest nagyon rövid életűnek számítanak; alig néhány tízezer évig léteznek, a Tejútrendszerben jelenleg kb. 3500 darab ismert, közülük alig 50 gömbszimmetrikus alakú. A planetáris ködök nagy jelentőségűek a csillagászat számára, mivel a kialakulásuk, életük és haláluk során lejátszódó folyamatok vizsgálata segíti a Világegyetem fejlődésének megértését.

## Megfigyelésük története
A planetáris ködök jellemzően halvány objektumok, egyikük sem látható szabad szemmel. Az elsőt, a Súlyzó-ködöt 1764-ben fedezte fel Charles Messier és M27 jelzéssel felvette a katalógusába, de a leghíresebb az 1779-ben felfedezett Gyűrűs-köd. A korai megfigyelők viszonylag kis nagyítású távcsöveikkel nem tudták megállapítani ezeknek az objektumoknak a pontos mibenlétét; a gázokból álló óriásbolygókhoz hasonló megjelenésük miatt William Herschel, az Uránusz bolygó felfedezője nevezte el őket planetáris ködöknek, habár már ő is tisztában volt vele, hogy megjelenésük ellenére sem lehetnek bolygók.
Ez a bizonytalanság fennmaradt egészen a spektroszkópiai vizsgálatok megjelenéséig, a 19. század közepéig. William Huggins egyike volt az első csillagászoknak, akik égitestek színképét tanulmányozták; prizmával bontva azok fényét. Csillagok színképének vizsgálata során azt tapasztalta, hogy a folytonos spektrumot helyenként sötét vonalak szakítják meg, és hasonló vonalakat talált a később galaxisnak nevezett objektumok színképeiben is.

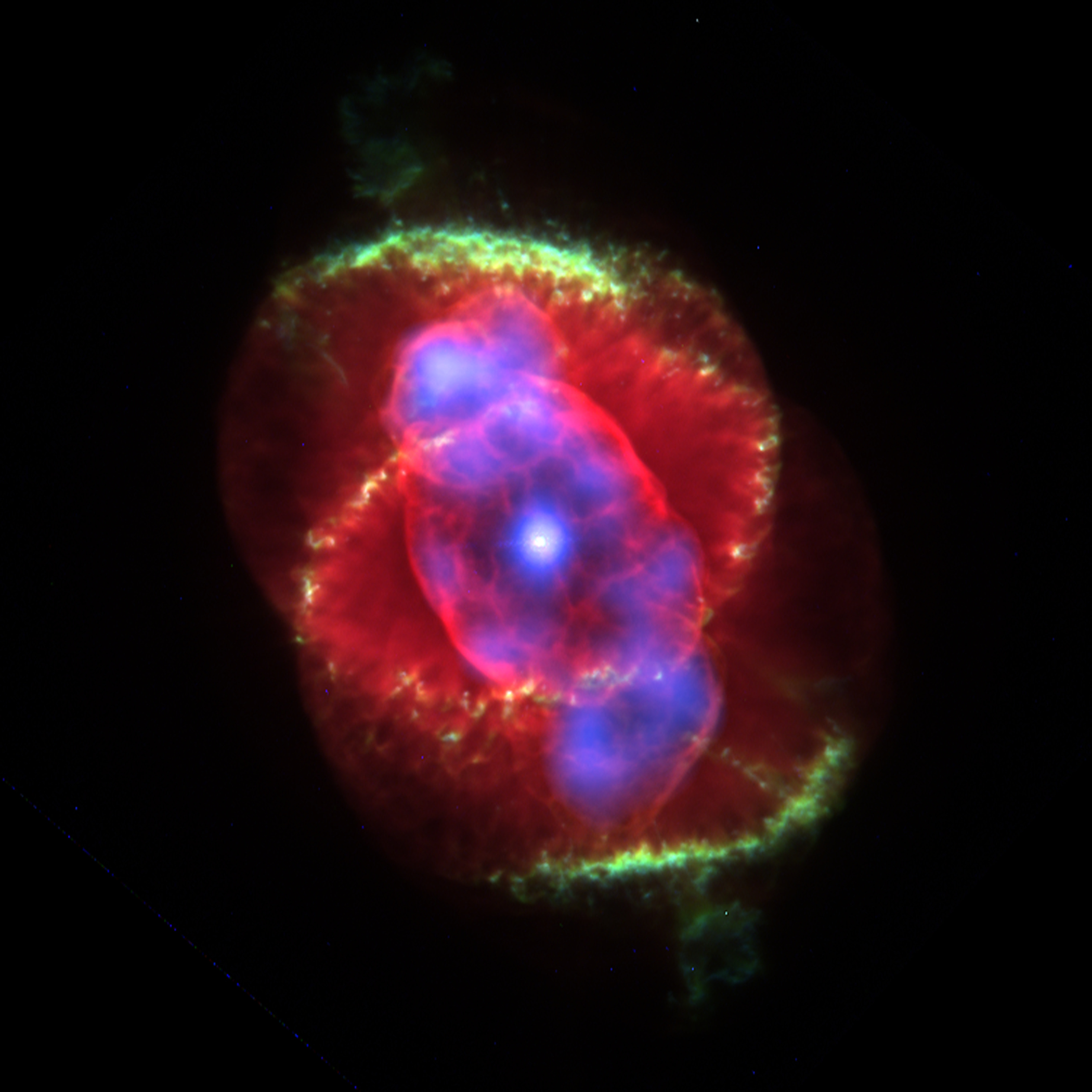
A Macskaszem-köd a Sárkány csillagképben az egyik legösszetettebb szerkezetű planetáris köd. Röntgensugárzási és látható spektrumú fénykép. Piros: hidrogén-alfa, kék: semleges oxigén (630 nm), zöld: ionizált nitrogén (658,4 nm)

Azonban a Macskaszem-köd esetében egészen másmilyen spektrumra bukkant; olyanra, ami csak kis számú emissziós vonalat tartalmazott, akárcsak a többi hasonló köd. A legfényesebb vonalat az 500,7 nanométeres hullámhosszon találta, és ez nem származhatott egyik ismert anyagtól sem. Kezdetben úgy hitték, hogy egy új elemről van szó, amit nebuliumnak neveztek el (hasonlóan a Nap színképelemezése során 1868-ban felfedezett héliumhoz, ami addig még a Földön nem találtak). De héliumot hamarosan képesek voltak előállítani a Földön is, a fiktív nebuliumot viszont nem. Henry Russell a 20. század elején felvette, hogy az 500,7 nanométeres hullámhosszon látható sötét vonalat nem egy új elem okozza, hanem egy már ismert elem, ami szokatlan állapotban van.
Az 1920-as években fizikusok bebizonyították, hogy a rendkívül alacsony sűrűségű gázokban a elektronok ellepik és ezzel gerjesztik az atomok és ionok metastabil energiaszintjeit, de ez a gerjesztettség sűrűbb közegben megszűnik. Ezen energiaszintek közötti elektronátmenetek okozzák, hogy az oxigén emissziós vonala az 500,7 nanométeres hullámhosszon jelenik meg. Ezeket a kizárólag nagyon alacsony sűrűségű gázokban előforduló színképvonalakat nevezik tiltott vonalaknak, a planetáris ködök pedig kivétel nélkül az ezek megjelenéséhez szükséges, igen ritkás gázokból állnak.
A planetáris ködök központi csillagai jellemzően nagyon forrók, de mivel a luminozitásuk alacsony, a méretüknek is kicsinek kell lennie. Ilyen kicsi csillagok akkor jönnek létre, amikor az átlagos csillagok életük végén – elhasználva a nukleáris fűtőanyagukat – összeroskadnak. Ez alapján jöttek rá, hogy a planetáris ködök a csillagfejlődés végső állomását jelentik. A színképelemzések továbbá azt is megmutatták, hogy ezek az objektumok tágulnak, így kézenfekvőnek tűnt az elképzelés, hogy a csillagok külső rétegeinek leszakadásából jönnek létre.
A megfigyelőberendezések folyamatos fejlődésének köszönhetően egyre jobban megismerhetővé válnak a planetáris ködök. Az űrtávcsövek segítségével a földi megfigyelők számára láthatatlan infravörös és ultraibolya színképtartományokban végzett vizsgálatokkal jobban megismerhető a hőmérsékletük, sűrűségük. A Hubble-űrtávcső felvételein jól látszik, hogy a Földről – a légkör zavaró hatása miatt – egyszerűnek tűnő objektumok valójában rendkívül összetett szerkezettel rendelkeznek.

## Kialakulásuk
A planetáris köd a Naphoz hasonló csillagok fejlődésének végső állomása. A nyolc naptömegnél nehezebb csillagok élete jellemzően látványos szupernóva-robbanásként ér véget, de a Naphoz hasonló, kis- és közepes tömegű csillagokból planetáris ködök alakulnak ki. Az ilyen csillagok élete során a fűtőanyagukat jelentő hidrogén magfúzióval átalakul héliummá; az így keletkező sugárzási energia pedig megakadályozza, hogy a csillag saját súlya miatt összeroskadjon. Ha a köd központi csillaga (ami egy fehér törpe) kettőscsillag, elképzelhető, hogy a két csillag közötti tömegátadás következményeként az egyik a fehér törpe nóvarobbanást produkáljon. Ha a tömege eléri a Chandrasekhar-határt (1,43 naptömeg) akkor Ia típusú szupernóva robbanás lesz.

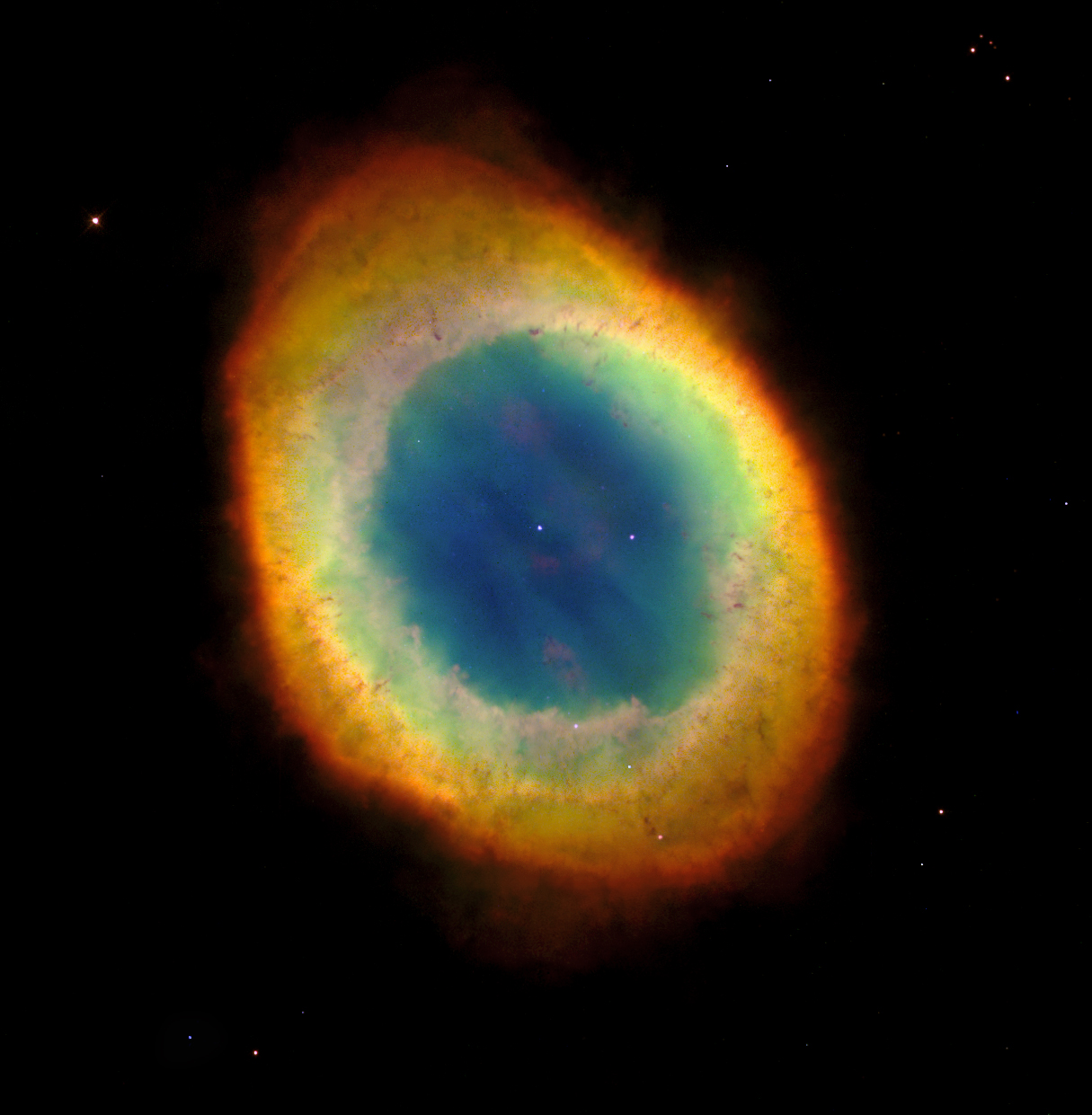
A Gyűrűs-köd a Lant csillagképben az egyik legismertebb planetáris köd

Néhány milliárd év után a Naphoz hasonló csillagokban elfogy a hidrogén, és így már nem érkezik elég energia a magból a külső rétegekbe a stabilitás fenntartásához.  A csillag egyensúlyban van és a hőmérséklet belülről kifelé csökken, ami az egyensúly része. Amikor leáll a fúzió, nincs energiatermelés. Ha a csillag nem sugározna ki energiát (tehát nem bocsátana ki fényt), akkor a csillag meg is állna abban a fázisban, mert a gravitációnak a hőmozgás ellent tud tartani. Azonban bocsát ki fényt, ami miatt a hőmérséklete csökken. A csillag magja elkezd összehúzódni, és emiatt a mag hőmérséklete növekszik. A hőmérséklete a normálisnak számító 15 millióról 100-200 millió kelvinre is nőhet.
A külső rétegek is összehúzódnak, és a héjban beindul a hidrogén fúzió, ennek a fénynyomása, illetve energiatovábbítása miatt fog a csillag külső része felfúvódni; egy vörös óriás jön létre. Az extrém magas hőmérsékleten a hélium-atommagok fúziója során szén és oxigén atomok jönnek létre a felszín alatti rétegekben. A héliumfúzió rendkívül érzékenyen reagál a hőmérséklet megváltozására; már két százaléknyi hőemelkedés a duplájára növelheti a fúzió mértékét.
Lényeges, hogy a nagy csillagokat leszámítva (kb 7-8 nap tömeg felett), a héliumfúzió előtt a mag degenerált. A degeneráció folyamán a szabad elektronok (melyek nem kötöttek az atommagokhoz) nyomást állítanak elő, ami megakadályozza őket abban, hogy összenyomják őket egy helyre: ez a Fermi nyomás. Ez vörös törpék esetében elég ahhoz, hogy megállítsa a mag összehúzódását még a héliumfúzió előtt. Naphoz hasonló csillagok esetében azonban nem, így a héliumfúzió beindulhat, ami egy robbanás során fog megtörténni. Ez a He flash; a Fermi nyomás ugyanis nem függ a hőmérséklettől, így a fúzió képes pillanatszerűen elterjedni. Ha elkezd fogyni a hélium, a mag ismét elkezd összehúzódni. A külső burokban is elindulhat a héliumfúzió, azonban itt is robbanásszerű lesz a beindulás. Ezek a robbanások (termális pulzusok) fogják aztán ledobni a csillag külső részeit, létrehozva a planetáris ködöt.
A lelökődött gázfelhők burkot alkotnak a csillag körül, majd további rétegek válnak le és csatlakoznak a felhőhöz. A megmaradt magból fehér törpe lesz, amiben nincs energiatermelés, de mivel nagyon sűrű (kb. 1 000 000-szor sűrűbb a víznél) ezért nagyon jól tartja a hőt. A hőmérséklete nagyon nagy (hiszen a csillag magjáról van szó, ami eddig is forró volt), meghaladja a 30 000 kelvint, ami így elegendő ultraibolya sugárzást tud kibocsátani ahhoz, hogy ionizálja az őt körülvevő felhőt, ami ennek következtében világítani kezd: ez a planetáris köd.

## Élettartamuk
A planetáris ködben található gázok néhány km/s sebességgel távolodnak a központi csillagtól. A gázburok tágulásával párhuzamosan a csillag fokozatosan lehűl, mivel az energiáját elsugározta; a magfúzió pedig megszűnik, mert már nincs meg az ahhoz szükséges hőmérséklet. Előbb-utóbb annyira lehűl a csillag felszíne, hogy már nem tud elég ultraibolya sugárzást kibocsátani a gázburok ionizálásához. A csillag fehér törpévé alakul, a köd pedig szertefoszlik és láthatatlanná válik. Egy tipikus planetáris köd kialakulása és megszűnése között általában 10 000 év telik el.

## Galaktikus újrahasznosítás
A planetáris ködök nagyon fontosak a galaktikus evolúció során. A fiatal Világegyetem kezdetben szinte kizárólag hidrogénből és héliumból állt, a nehezebb elemek a csillagok belsejében keletkeznek magfúzió során. A planetáris ködöket alkotó gázok sok olyan nehéz elemet tartalmaznak, mint a szén, a nitrogén és az oxigén. A ködök szétszórják ezeket a – csillagászok által összefoglaló néven „fémek”-nek nevezett – anyagokat. A fiatal, ún. I. populációs csillagok sok ilyen elemet tartalmaznak, míg az öreg, II. populációs csillagokban szinte egyáltalán nem találni ilyeneket.

## Tulajdonságaik

### Fizikai tulajdonságaik

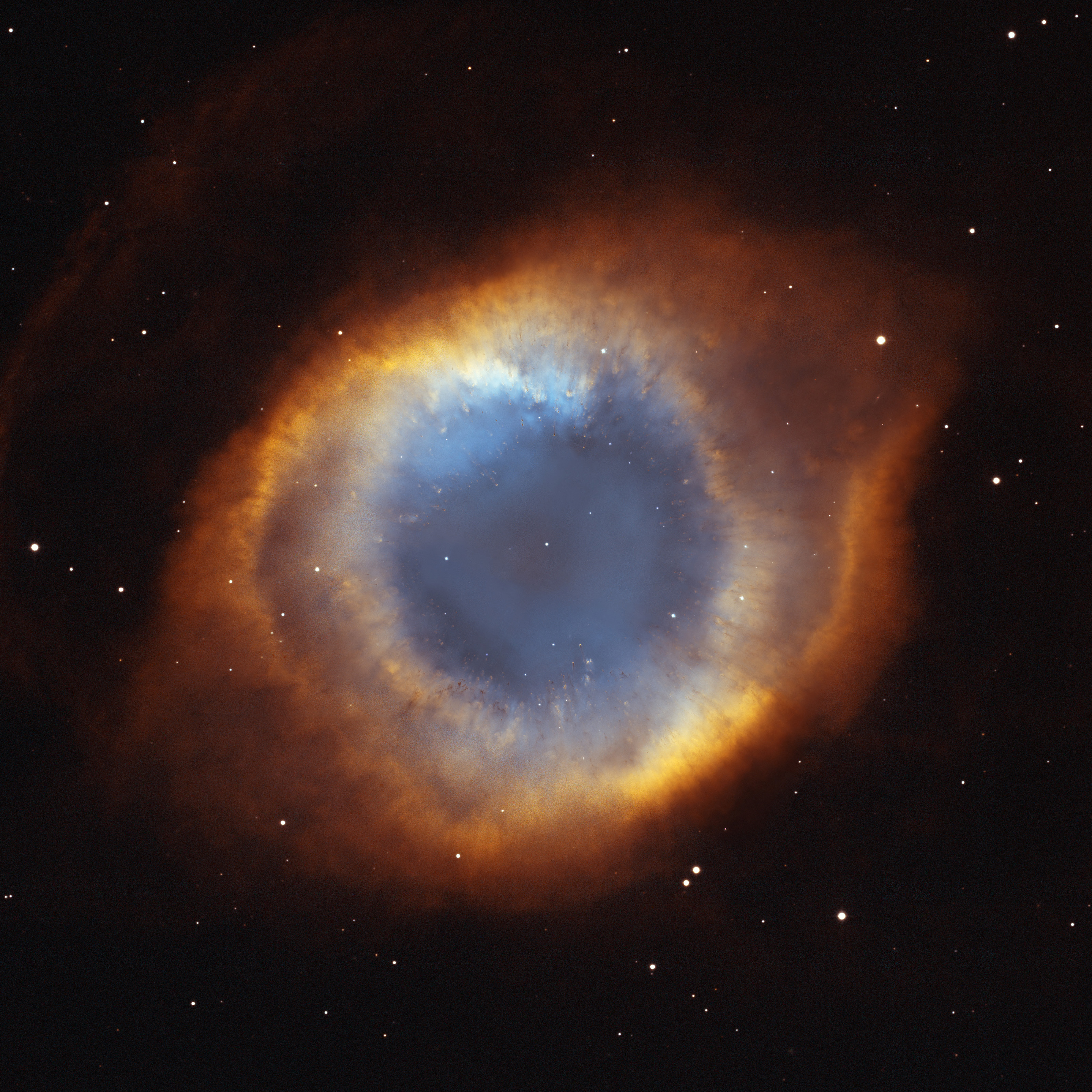
A Csiga-köd a legközelebbi planetáris köd; 450 fényévnyire, a Vízöntő csillagképben található

A legtöbb planetáris köd közel egy fényév átmérőjű, emiatt a sűrűsége nagyon alacsony; alig 1000 részecske köbcentiméterenként. A fiatal planetáris köd sűrűsége még elérheti a 10·106 részecskét cm³-enként, de ahogy a köd öregebb lesz, a tágulás miatt ez az érték gyorsan csökken.
A központi csillagból érkező sugárzás 10 000 kelvin körülire növeli a gázburok hőmérsékletét. Meglepőnek tűnhet, hogy a planetáris ködöknek a csillagtól távolabb eső részei a legforróbbak. Ezt a jelenséget a fotonok abszorpciója okozza: mivel az alacsony energiájú fotonok már a belső rétegekben abszorbeálnak, ez a nagy energiájúakkal csak a köd külső részein történik meg. Mivel pedig több energiát tartalmaznak, jobban felmelegítik az őket elnyelő gázokat.
A planetáris ködök szerkezete lehet anyag-kötött vagy sugárzás-kötött. Ezek a kifejezések – némileg megtévesztő módon – arra utalnak, hogy az első esetben a központi csillagból olyan sok UV-foton érkezik, hogy a köd teljes anyagát ionizálni tudják, a második esetben viszont kevés UV-sugárzás érkezik, ezért csak ionizációs hullámok haladnak át a semleges gázburkon. Mivel az átlagos planetáris ködök anyagának legnagyobb része ionizált (gyakorlatilag plazma állagú), ezért a mágneses mezők hatásai igen erősen jelentkeznek; például világító vonalak és plazma-instabilizációk formájában.

### Számuk és eloszlásuk

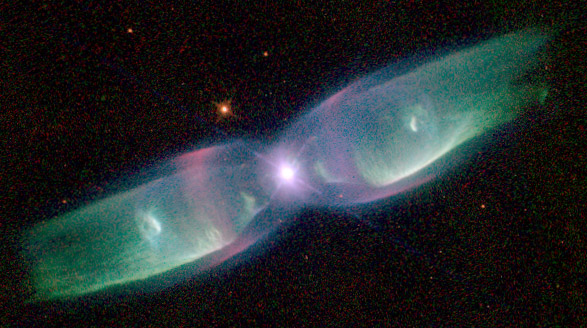
Az erősen kétpólusú M2-9 jelű köd

A Tejútrendszerben található mintegy 200 milliárd csillag közül jelenleg csak 1500-ról tudjuk, hogy planetáris köddel rendelkezik. Az igen rövid élettartamuknak köszönhető, hogy ritka jelenségnek számítanak. A legtöbb a Tejútrendszer síkjában látható, azon belül pedig a galaxis magja körül helyezkednek el a legnagyobb koncentrációban. Csak nagyon ritkán fordulnak elő csillaghalmazokban, mindössze egy-két ilyen eset ismert.
Mivel a korszerű CCD-érzékelők érzékenysége nagyban felülmúlja a hagyományos filmekét, ezért ezek alkalmazásával tömegesen fedeztek fel új planetáris ködöket; az érzékeny szűrők segítségével jól kimutathatóak a hidrogén fényes emissziós vonalai, amelyek minden planetáris ködben erőteljesen jelen vannak.

### Morfológiájuk
Az általános értelemben vett planetáris köd szimmetrikus és közel gömb alakú, de igazából a megjelenésük terén nagy változatosságot mutatnak és rendkívül összetett alakzatok is előfordulnak. Körülbelül 10%-uk erősen kétpólusú, egy kisebb részük pedig aszimmetrikus. Ennek a nagy változatosságnak a kiváltó oka még nem teljesen ismert, de a különleges formák valószínűleg kettőscsillagok esetében alakulnak ki, ahol a központi csillag erős gravitációs kölcsönhatásban van a társcsillagával. A csillag körül keringő bolygók szintén befolyásolhatják a köd anyagának folyásirányát, továbbá a mágneses mezőknek és a csillagszélnek is fontos szerepe lehet a szokásostól eltérő alakzatok kialakulásában.
2005 januárjában csillagászok elsőként érzékeltek mágneses mezőt egy kettős planetáris köd központi csillaga körül, ami részben vagy egészében felelős lehet az objektum emlékezetes megjelenésért.

## Látványosabb planetáris ködök
- Csiga-köd (NGC 7293)
- Macskaszem-köd (NGC 6543)
- Gyűrűs-köd (M57, NGC 6720)
- Súlyzó-köd (M27, NGC 6853)
- Bagoly-köd (M97, NGC 3587)